# Mary Kay Adams
Mary Kay Adams (Middletown, 12 september 1962) is een Amerikaans actrice. Ze is vooral bekend door haar rol India von Halkein in de soapserie Guiding Light, en door haar rol Na'Toth in de televisieserie Babylon 5. Ze was ook tweemaal te zien in Star Trek: Deep Space Nine waarin ze de rol vertolkte van Grilka, een Klingon vrouw. 
Ze groeide op  Middletown Township, New Jersey en studeerde af in 1979 op Mater Dei High School. Ze studeerde af met een  Bachelor of Fine Arts.

## Filmografie
- The Muppets Take Manhattan (1984) (uncredited)
- See No Evil, Hear No Evil (1989) ... Dr. Bennett
- Born Yesterday (1993) ... Girl (uncredited)
- Satan's Little Helper (2004) ... Fran

## Televisie
- Guiding Light (1984–1987, 1990, 1998–1999, 2002, 2004, 2005) ... India von Halkein
- All My Children (2003) ... Mrs. Lacey
- Disney Presents The 100 Lives of Black Jack Savage (1991) ... Marla Lance
- Jake and the Fatman (1992)
- As the World Turns (1992–1993) ... Neal Keller Alcott
- One Life to Live (1992) ... Death
- Babylon 5 (1994–1995) ... Na'Toth
- Land's End (1995) ... Mildred
- Fast Company (1995)
- The John Larroquette Show (1996) ... Bunny Abelson
- Dark Skies (1996) ... Alicia Bainbridge
- Star Trek: Deep Space Nine (1994, 1996) ... Grilka
- Everybody Loves Raymond (1997) ... Dr. Nora
- Diagnosis: Murder (1997) ... Vanessa Sinclair
- Third Watch (1999)
- Law & Order (2000) ... Nancy Alvarez

- International Standard Name Identifier: 0000 0004 0321 6827
- Library of Congress Control Number: n2013020623
- Virtual International Authority File: 299665975
- WorldCat: E39PBJbRpxpFTqY6RhYchbQDv3